# Блюз Хилл-стрит
«Блюз Хилл-стрит» (англ. Hill Street Blues) — американский драматический телесериал, выходивший на NBC с 15 января 1981 по 12 мая 1987 года. За это время было снято семь сезонов, насчитывающих в себе в общей сложности 146 эпизодов. Сериал был произведен MTM Enterprises и разработан Стивеном Бочко.

## Синопсис
Шоу представляло собой хронику из жизни сотрудников одного небольшого полицейского участка. Сериал на всем протяжении выхода в эфир был любим критиками, за свою инновационную манеру съемки, которая в значительной степени повлияла на все последующие полицейские драмы, однако не был успешен с точки зрения телевизионных рейтингов. «Блюз Хилл-стрит» с тех пор считается примером «качественной драмы» на телевидении, которая умело сочетала формат полицейского шоу с элементами мыльной оперы, ситкома и документального фильма. При создании сериала продюсеры вдохновлялись другой новаторской программой — «Шоу Мэри Тайлер Мур», а также режиссёрским видением Роберта Олтмена.

## Актёры и персонажи
- Дэниел Дж. Траванти — Капитан Фрэнк Фьюрилло
- Вероника Хэмел — Джойс Дэвенпорт
- Майкл Конрад — Сержант Фил Эстерхауз
- Брюс Вайц — Детектив Мик Белкер
- Джо Спано — Сержант Генри Голдблюм
- Чарльз Хейд — Офицер Энди Ренко
- Майкл Уоррен — Офицер Бобби Хилл
- Джеймс Сиккинг — Лейтенант Ховард Хантер
- Бетти Томас — Офицер Люсиль Бейтс
- Киел Мартин — Детектив Джей Ди Ларю
- Таерин Блэкк — Детектив Нил Вашингтон
- Рене Энрикес — Лейтенант Рэй Каллентано
- Эд Маринаро — Офицер Джо Коффи
- Барбара Боссон — Фэй Фьюрилло
- Роберт Проски — Сержант Стэн Яблонски
- Кен Олин — Детектив Гарри Гарибальди
- Мими Кузык — Детектив Патриция «Пэтси» Майо
- Деннис Франц — Лейтенант Норман Бунтз
- Роберт Клохесси — Офицер Патрик Флаэрти
- Меган Галлахер — Офицер Тина Руссо

## Награды
За свой первый сезон шоу было удостоено восьми премий «Эмми», что стало рекордом для сериала-дебютанта в то время. В общей сложности сериал за свою историю был выдвинут 98 раз на премию «Эмми». С четырьмя победами как «Лучший драматический сериал», «Блюз Хилл-стрит» является лидером в категории наравне с «Закон Лос-Анджелеса», «Западное крыло» и «Безумцы».
В 2002 году Hill Street Blues занял 14 строчку в списке «Пятидесяти величайших телешоу всех времён по версии TV Guide». В 2013 году TV Guide поместил «Блюз Хилл-стрит» в список «60-ти величайших драм всех времен».